# Chen Tao
Chen Tao (Anshan, China, 11 de marzo de 1985) es un futbolista chino. Juega de centrocampista y su equipo actual es el Shenzhen Football Club de la Superliga China.

## Trayectoria
Tao es también el capitán del equipo olímpico nacional china de fútbol. Ha jugado desde el año 2002 en el Changsha Ginde en el cual ha jugado 63 partidos y anotado 11 goles. Se ha anunciado que el FC Luch-Energia Vladivostok está interesado en su fichaje.

## Selección nacional
Ha sido internacional con la Selección de fútbol de China, jugando 9 partidos internacionales.

## Clubes
| Club                              | País  | Año       |
| --------------------------------- | ----- | --------- |
| Changsha Ginde                    | China | 2002-2008 |
| Shanghái Shenhua                  | China | 2009      |
| Tianjin Teda                      | China | 2010-2012 |
| Dalian Professional Football Club | China | 2013-2015 |
| Sichuan Annapurna                 | China | 2016-2020 |
| Shenzhen Football Club            | China | 2023      |